# Paradise Harbour
Paradise Harbour även Paradise Bay är en vik i Antarktis. Den ligger i Västantarktis. Argentina, Chile och Storbritannien gör anspråk på området.
Den svenska ingenjören Bertil Frödin besökte Paradise Harbour, som han kallade Paradisbukten, på en chilensk expedition till Antarktis 1950-1951.

## Galleri

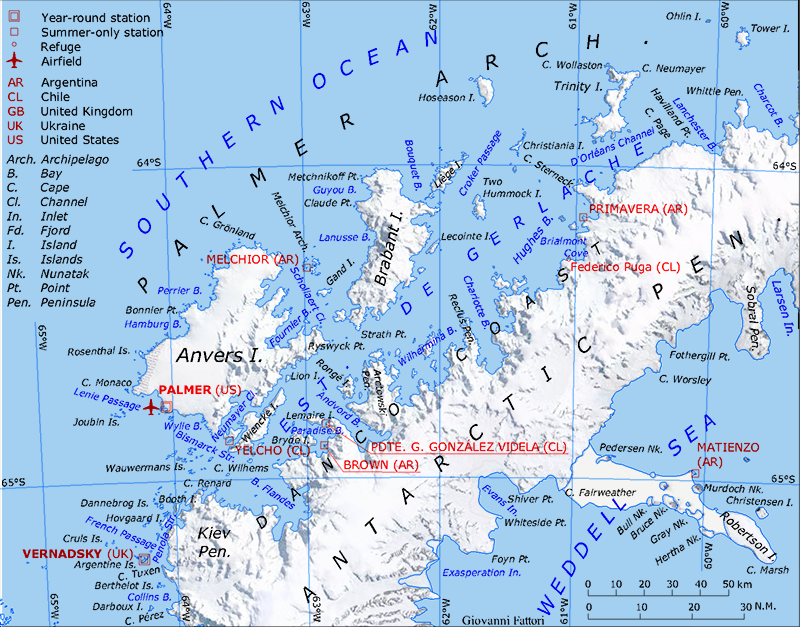
Gerlache Strait med Paradise Bay.
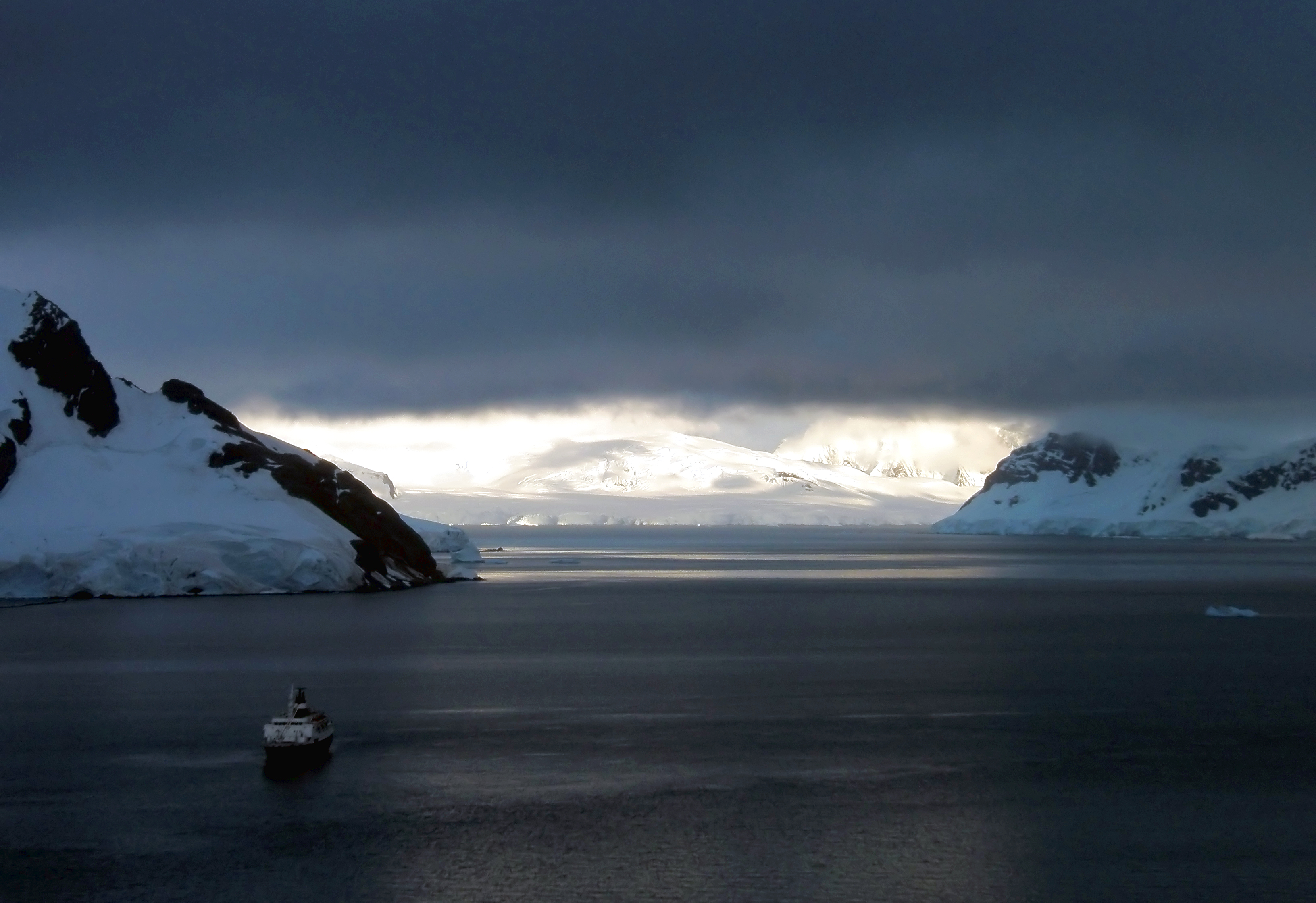
MV Lyubov Orlova i Paradise Bay.
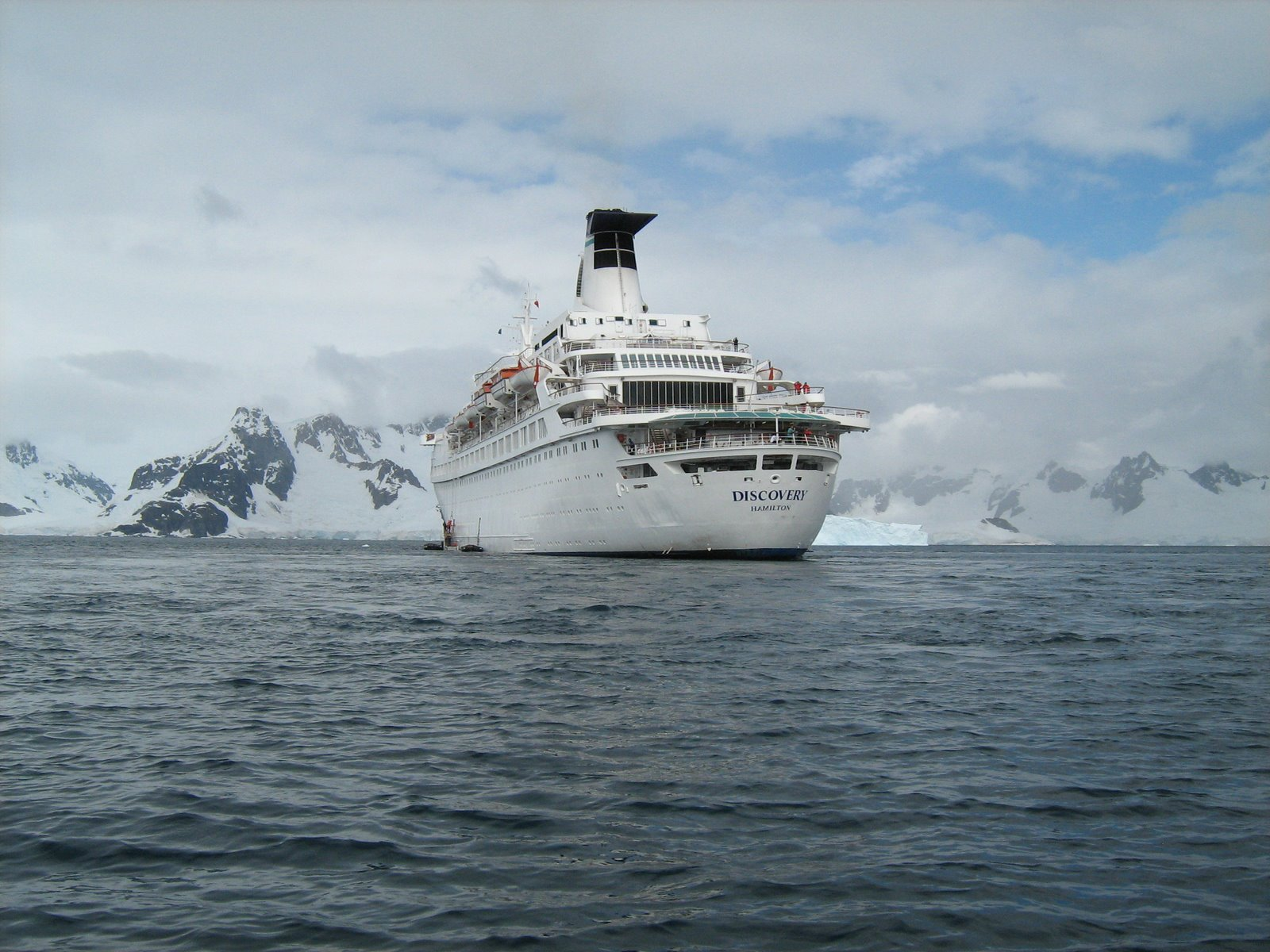
MV Discovery i Paradise Bay.